# Virtuální komunita
Virtuální komunita, e-komunita nebo on-line komunita je skupina lidí, ve které její členové navzájem komunikují jinak, než přímým kontaktem a činí tak ze sociálních, profesních, vzdělávacích či jiných důvodů. Ke kontaktu používají noviny, telefon, e-mail, on-line sociální sítě nebo chat. Pokud je pro kontakt využita počítačová síť, nazývá se on-line komunita. Virtuální a on-line komunity mohou být též doplňkovou formou komunikace mezi lidmi, kteří se znají především v reálném životě. Mnoho prostředků se používá v sociálním softwaru samostatně nebo v kombinaci s textovými chatovými (čti „četových“) místnostmi, diskuzními fóry využívajících hlas, text nebo avatary.

## Členský cyklus virtuální komunity
Členský cyklus on-line komunit byl navržen Amy Jo Kim (2000). Uvádí, že součástí virtuální komunity se lidé nejprve stanou jako návštěvníci, či lurkers (ten kdo číhá). Po prolomení bariéry se stanou nováčky a mohou se již účastnit komunikace. Po určité době se stanou stálými členy. Pokud prolomí další bariéru, stanou se vůdci (správci) a po nějaké době se vyčerpají a stávají se „starými“. Tento cyklus může být aplikován u mnoha virtuálních komunit, např. u blogů či u wiki-komunit jako Wikipedie.
Podobný model lze nalézt v dílech Lavese a Wengera, kteří popisují cyklus o tom, jak se uživatelé mohou začlenit do virtuální komunity s využitím principů legitimní periferní účasti. Navrhují pět typů tras:
1. Periferní (tj. lurker – číhající) - externí, nestrukturovaná účast
2. Příchozí (tj. nováček) – nově příchozí je vpuštěn do komunity a může se plně účastnit diskuze
3. Zasvěcenec (tj. stálý člen) – plně uznaný účastník
4. Strážce hranic (tj. vůdce) – podporuje členství a zprostředkovává interakce
5. Odchozí (tj. starý) – proces opouštění komunity kvůli novým vztahům, novým místům, novým vyhlídkám

### Příklad - You Tube
- Periferní (lurker) – pozoruje komunitu a prohlíží obsah. Nepřispívá ke komunitě nebo do diskuze. Uživatel se občas podívá na YouTube na video.
- Příchozí (nováček) – zkouší komunikovat v diskusích. Přidává komentáře k dalším uživatelským videím. Případně vkládá své vlastní video.
- Zasvěcenec – pravidelně přispívá do diskuse. Reaguje na ostatní uživatele. Pravidelně vkládá videa. Buď videa, která nachází, nebo sám vytváří.
- Strážce hranic – považován za veterána. Komunita poskytuje jeho názoru větší pozornost.
- Odchozí (starší) – z různých důvodů opouští komunitu, např. změna zájmů, nesouhlas s názory komunity, nedostatek času, nová práce, která zabírá příliš mnoho času (nemá čas udržovat stálou přítomnost v komunitě).